# Manchester United Women Football Club
Pour le club masculin, voir Manchester United Football Club.
Maillots
Actualités
Manchester United Women Football Club est la section féminine du Manchester United Football Club basé à Broughton et créée en 2018. Le club joue dès sa création en FA Women's Championship, la deuxième division du football féminin en Angleterre, en fin de saison 2018-2019 il est promu en FA Women's Super League.

## Histoire
En mars 2018, Manchester United annonce la formation d'une équipe féminine, le club étant en retard dans le football féminin par rapport aux autres grands clubs anglais . Le 28 mai 2018 le club est créé grâce à l'acceptation de sa candidature pour la FA Women's Championship, nouveau nom de la deuxième division anglaise de football féminin. Le 8 juin, le club annonce que l'ancienne internationale anglaise Casey Stoney est nommée entraîneur. Le 28 juin, Willie Kirk (en) devient son adjoint.
Le 19 août 2018, le club dispute son premier match et démarre avec une victoire 1-0 contre Liverpool en Coupe de la Ligue, l'internationale écossaise Lizzie Arnot marque le premier but du Manchester United WFC. Trois semaines plus tard Manchester dispute son premier match de championnat avec une victoire 12-0 sur Aston Villa, au cours de la saison Manchester ne s'inclinera qu'une seule fois, et termine la saison avec une différence de buts de +91 (98 buts marqués et 7 buts encaissés). Le 17 avril 2019, le club s'assure la promotion en Super League , puis trois jours plus tard empoche le titre de Championne .
En Coupe d'Angleterre féminine de football, Manchester débute au quatrième tour et sera éliminé en quart de finale par Reading, 2-3 après prolongations . En Coupe de la Ligue, Manchester termine premier de son groupe et se qualifie pour les quarts de finale. Elles élimineront West Ham, club de Super League (2-0). En demi finale, Manchester United sera battu (1-2) par Arsenal, les futurs Championnes d'Angleterre.
Après cette première saison, le club est désigné équipe de l'année en Championship au FA Women's football awards .
La saison 2019-2020 débute le 7 septembre avec un derby contre Manchester City, le match a lieu au City of Manchester Stadium. Les Citizens remportent le match 1-0 devant une affluence record de 31 000 spectateurs.
Au mercato estival 2020, le club recrute deux championnes du monde américaines, Tobin Heath et Christen Press, en profitant de l'arrêt de la NWSL à cause de la pandémie de Covid-19.
Le 27 mars 2021, l'équipe jouera pour la première fois à Old Trafford contre West Ham.

## Palmarès
| Compétitions nationales | Compétitions internationales                                                               |
| --- | ------------------------------------------------------------------------------------------ |
| - Championnat d'Angleterre (0) - Vice-champion : 2023 - Coupe d'Angleterre (1) - Vainqueur : 2024 - Finaliste : 2023 et 2025 - Coupe de la Ligue (0) - Meilleure performance : Demi-finale en 2019, 2020 et 2022 - Championnat d'Angleterre de deuxième division (1) - Champion : 2019 | - Ligue des champions (0) - Meilleure performance : Deuxième tour de qualification en 2023 |

## Bilan saison par saison
Ce tableau présente les résultats par saison du club dans les diverses compétitions nationales depuis la saison 2018-2019.
| Saison    | Championnat             | Championnat | Championnat | Championnat | Championnat | Championnat | Championnat | Championnat | Championnat | Championnat | Coupe d'Angleterre | Coupe de la Ligue | Coupe d'Europe           |
| Saison    | Division                | Pos         | Pts         | J           | V           | N           | D           | BP          | BC          | Diff.       | Coupe d'Angleterre | Coupe de la Ligue | Coupe d'Europe           |
| --------- | ----------------------- | ----------- | ----------- | ----------- | ----------- | ----------- | ----------- | ----------- | ----------- | ----------- | ------------------ | ----------------- | ------------------------ |
| 2018-2019 | FA Women's Championship | 1er         | 55          | 20          | 18          | 1           | 1           | 98          | 7           | +91         | Quarts de finale   | Demi-finale       | -                        |
| 2019-2020 | FA Women's Super League | 4e          | 23          | 14          | 7           | 2           | 5           | 24          | 12          | +12         | 4e tour            | Demi-finale       | -                        |
| 2020-2021 | FA Women's Super League | 4e          | 47          | 22          | 15          | 2           | 5           | 44          | 20          | +24         | 5e tour            | Phase de Groupe   | -                        |
| 2021-2022 | FA Women's Super League | 4e          | 42          | 22          | 12          | 6           | 4           | 45          | 22          | +23         | 5e tour            | Demi-finale       | -                        |
| 2022-2023 | FA Women's Super League | 2e          | 56          | 22          | 18          | 2           | 2           | 56          | 12          | +44         | Finaliste          | Phase de Groupe   | -                        |
| 2023-2024 | FA Women's Super League | 5e          | 35          | 22          | 10          | 5           | 7           | 42          | 32          | +10         | Vainqueur          | Phase de Groupe   | 2e tour de qualification |
| 2024-2025 | FA Women's Super League | 3e          | 44          | 22          | 13          | 5           | 4           | 41          | 16          | +25         | Finaliste          | Quarts de finale  | -                        |

## Structures du club

### Stade
Le club est basé à Broughton, Salford, à The Cliff, l'ancien centre d'entraînement de la section masculine. Pendant les travaux de rénovation, le club joue ses matchs à Leigh Sports Village.

### Affluence
Lors de sa première saison (2018-2019) en deuxième division, la moyenne à domicile est de 2180 spectateurs. La plus grosse affluence est 4835 spectateurs (contre Reading).
Le 27 mars 2022, pour leur premier match à Old Trafford avec du public, elles établissent un nouveau record d'affluence face à Everton avec 20241 spectateurs.Un premier match avait été joué à Old Trafford face à West Ham le 27 mars 2021, mais le stade était vide en raison des restrictions sanitaires.

## Joueurs et personnalités du club

### Records des joueurs

#### Joueuses ayant le plus joué
| N  | Nom             | Carrière au club | League | FA Cup | League Cup | Europe | Total |
| -- | --------------- | ---------------- | ------ | ------ | ---------- | ------ | ----- |
| 1  | Ella Toone      | 2018-            | 139    | 21     | 26         | 2      | 188   |
| 2  | Millie Turner   | 2018-            | 125    | 21     | 26         | 2      | 174   |
| 3  | Leah Galton     | 2018-            | 120    | 16     | 24         | 2      | 162   |
| 4  | Katie Zelem     | 2018-2024        | 115    | 17     | 27         | 2      | 161   |
| 5  | Mary Earps      | 2019-2024        | 102    | 15     | 6          | 2      | 125   |
| 6  | Hayley Ladd     | 2019-2024        | 81     | 9      | 20         | 0      | 110   |
| 7  | Maya Le Tissier | 2022-            | 66     | 15     | 12         | 2      | 95    |
| 8  | Hannah Blundell | 2021-            | 65     | 11     | 13         | 2      | 91    |
| 9  | Kirsty Hanson   | 2018-2023        | 65     | 7      | 18         | 0      | 90    |
| 10 | Rachel Williams | 2022-            | 53     | 14     | 11         | 1      | 79    |

#### Meilleurs buteurs
| Pos | Nom               | Carrière au club | League | FA Cup | League Cup | Europe | Total |
| --- | ----------------- | ---------------- | ------ | ------ | ---------- | ------ | ----- |
| 1   | Ella Toone        | 2018-            | 45     | 9      | 7          | 0      | 61    |
| 2   | Leah Galton       | 2018-            | 38     | 4      | 2          | 0      | 44    |
| 3   | Katie Zelem       | 2018-2024        | 26     | 1      | 5          | 0      | 32    |
| 4   | Lauren James      | 2018-2021        | 22     | 3      | 3          | 0      | 28    |
| 5   | Alessia Russo     | 2020-2023        | 22     | 2      | 2          | 0      | 26    |
| 5   | Jessica Sigsworth | 2018-2021        | 22     | 1      | 3          | 0      | 26    |
| 7   | Nikita Parris     | 2022-2024        | 12     | 7      | 6          | 0      | 25    |
| 8   | Rachel Williams   | 2022-            | 9      | 8      | 4          | 0      | 21    |
| 9   | Mollie Green      | 2018-2020        | 13     | 1      | 2          | 0      | 16    |
| 9   | Lucía García      | 2022-2024        | 11     | 4      | 1          | 26     | 16    |
| 9   | Kirsty Hanson     | 2028-2023        | 14     | 2      | 0          | 0      | 16    |

### Entraîneurs
Tableau montrant les différents entraîneurs du club depuis le premier entraîneur connu. Seuls les matchs officiels sont comptés.
| Date                          | Nom          | M   | G  | N  | P  | Bp  | Bc  | %     | Titres               |
| ----------------------------- | ------------ | --- | -- | -- | -- | --- | --- | ----- | -------------------- |
| du 8 juin 2018 au 16 mai 2021 | Casey Stoney | 77  | 52 | 6  | 19 | 213 | 60  | 67.53 | 1 2nd Division       |
| depuis le 29 juillet 2021     | Mark Skinner | 124 | 78 | 23 | 23 | 281 | 119 | 62.00 | 1 Coupe d'Angleterre |

Mise à jour le 19 avril 2023.

## Rivalités
Manchester United dispute le Manchester Derby face à Manchester City.